# Fraser River Park
Fraser River Park är en park i Kanada.   Den ligger i provinsen British Columbia, i den centrala delen av landet, 3 400 km väster om huvudstaden Ottawa. Fraser River Park ligger 666 meter över havet.
Terrängen runt Fraser River Park är kuperad österut, men västerut är den platt. Trakten runt Fraser River Park är nära nog obefolkad, med mindre än två invånare per kvadratkilometer.. Närmaste större samhälle är Hixon, 11,7 km sydost om Fraser River Park.
I omgivningarna runt Fraser River Park växer i huvudsak barrskog.